# Andere beten – Django schießt
Andere beten – Django schießt (Originaltitel: Se vuoi vivere… spara!) ist ein 1967 entstandener Italowestern unter der Regie von Sergio Garrone, der unter Pseudonym arbeitete. Auch mehrere Darsteller, darunter Ivan Rassimov, wurden wie in anderen Filmen der Zeit mit englischem Pseudonym genannt. Der Film lief am 29. August 1969 im deutschen Sprachraum an.

## Handlung
Der Cowboy Johnny Dark kommt in eine Stadt, wo der Sheriff mit einem Kopfgeldjäger und einem betrügerischen Saloonbesitzer zusammenarbeitet. In dessen Etablissement werden Fremde beim Pokern über den Tisch gezogen und als Betrüger angeklagt, woraufhin sie der Sheriff ins Gefängnis werfen lässt. Er ermöglicht ihnen die Flucht und teilt mit dem Kopfgeldjäger die dann auf sie ausgesetzte Prämie, wenn sie von ihm erschossen oder gefangen genommen werden. Auch Johnny wird in diese Falle gelockt; er kann allerdings, wenn auch verwundet, dem Kopfgeldjäger entkommen. Auf der Ranch der McGowans wird er von Sally, in die er sich verliebt, gesundgepflegt.
Die Ranch liegt in einem Gebiet, durch das die Eisenbahn geführt werden soll; als der alte McGowan sich weigert, sein Land dafür zu verkaufen, wird die Ranch von einer Bande Mexikaner überfallen, die alles niedermetzeln. Nur Sally kann entkommen. Johnny nimmt die Verfolgung auf und kann die Bande und letztlich auch deren Anführer zur Strecke bringen. Dann kehrt er zu Sally zurück.

## Kritik
Christian Keßler, Experte für italienische Filme, hält die erste Regiearbeit Sergio Garrones für „relativ unbedeutend, aber es läßt sich bereits eine sehr gute Fotografie hervorheben, und direkt langweilig ist das Werk auch nicht“. Segnalazioni Cinematografiche sahen einen Film, der „die üblichen Elemente, Personen und Situationen ohne viel Originalität und mit entsprechendem Ergebnis aneinanderreiht. Auch die Darsteller sind unzureichend; nicht einmal auf die Landschaftsaufnahmen ist diesmal Verlass.“ „Kaum spannend, aber brutal“, fand auch das Lexikon des internationalen Films.

## Bemerkungen
Nur in der deutschsprachigen Version heißt der Protagonist „Django“.
Der Soundtrack ist zusammen mit zwei weiteren des Komponisten-Gespanns erschienen.

## Synchronisation
Die Deutsche Synchron Filmgesellschaft setzte unter der Regie von Karlheinz Brunnemann zur Umsetzung seines Buches folgende Sprecher ein:
- Ivan Rassimov: Christian Brückner
- Giovanni Cianfriglia: Michael Chevalier
- Riccardo Garrone: Christian Rode
- Isabella Savona: Eva Maria Werth
- Tom Felleghy: Friedrich Schoenfelder
- Cristina Penz: Beate Hasenau
- Renato Mambor: Harry Wüstenhagen
- Adriano Micantoni: Heinz Petruo
- Aldo Cecconi: Arnold Marquis
- Franco Cobianchi: Horst Niendorf